# Festung Älvsborg

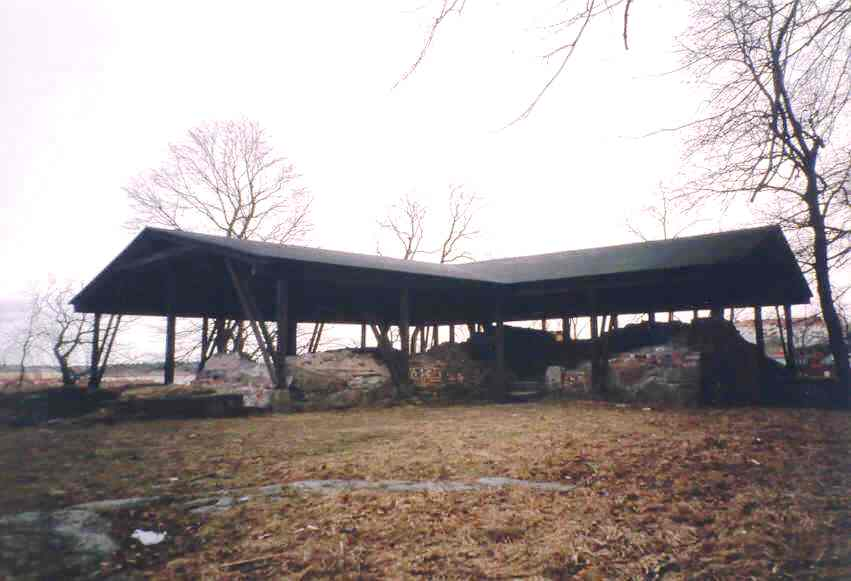
Die heutige überdachte Ruine

Die Festung Älvsborg (schwedisch Gamla Älvsborg, Älvsborgs slott oder Älvsborgs fästning; deutsch veraltet auch Festung Elfsberg, Elsborg oder Elfsborg) war eine bedeutende Burg an der Mündung des Flusses Göta älv ins Kattegat. Sie lag am Südufer des Flusses an der früheren Grenze der Stadt Göteborg. Die heute sichtbaren Ruinen stammen aus der Renaissance. Von der ursprünglichen mittelalterlichen Burg gibt es keine Überreste mehr.
Die erste Burganlage wurde 1366 in einer Urkunde erwähnt. Die Festung und die zugehörigen Landgebiete waren zu dieser Zeit vom norwegischen König Haakon VI. verpachtet worden. 1370 löste er die Burg wieder ein, doch schon sieben Jahre später wurde sie von Margarethe I. erneut verpfändet. 1436 übergab der damalige Befehlshaber, der Deutsche Mattias van Kaalen, die Burg nach geringer Gegenwehr an die Kämpfer des Engelbrekt-Aufstandes. Sie wurden vom späteren König Karl VIII. geleitet und brannten das Bauwerk nicht nieder, im Gegensatz zu ihrer üblichen Vorgehensweise bei anderen Burgen.
Norwegische Verbände legten 1439 einen Belagerungsring um die Festung. Nach etwa zehn Wochen mussten sie die Belagerung aufgeben, da der Befehlshaber der Burg, Ture Stensson, Unterstützung von Außen bekam. Der dänische König Christian I. versuchte 1452 und 1455 erfolglos die Burg zu erobern. Sie gelangte jedoch durch Mithilfe des norwegischen Ritters, Olav Nilsson, und durch weitere nicht geklärte Umstände im letztgenannten Jahr in dänische Hände. In weiteren Kämpfen der Kalmarer Union wechselte die Burg mehrfach den Besitzer, wobei sie öfter niedergebrannt wurde. Auch beim Abzug der Dänen von 1523 hinterließen sie eine Brandruine.
Gustav I. Wasa ließ die Burg sorgsam wiedererrichten, doch schon einige Jahre später fiel die Festung im Kalmarkrieg erneut in dänische Hände. König Christian IV. nutzte den Besitz der strategisch wichtigen Festung, im Frieden von Knäred hohe Kontributionen von Schweden zu erpressen. Mit der Zeit verlor Älvsborg an Bedeutung, da in der Nähe neue Verteidigungsanlagen entstanden waren, die strategisch günstiger lagen. Der Erste, der 1650 einen Abriss der Anlage vorschlug, war der schwedische Generalbevollmächtigte für Verteidigungsanlagen, Johan Wärnschiöldh. Da die Burg aber als „in gutem Zustand“ angesehen wurde, diente sie noch einige Zeit, bis der schwedische König 1660 endgültig die Sprengung der Burg anordnete, welche 1673 abgeschlossen war. Ein großer Teil der Einrichtung wurde vorher in eine nahe gelegene Anlage gebracht, die den Namen Nya Elfsborg (neue Älvsborg) erhielt.
Die Ruine der Festung Älvsborg wird heute von einer Überdachung geschützt. Es gibt Diskussionen über eine Renovierung dieses historischen Platzes.